# Halas Arafénides

Mapa de los demos de la antigua Ática. El demo de Halas Arafénides se situaba en el este, junto a la costa.

Halas Arafénides (en griego Ἁλαί Ἀραφηνίδες) es el nombre de un demo ático de la Antigua Grecia.
Es nombrada por Eurípides en la tragedia Ifigenia entre los tauros, donde dice que el lugar de Halas se situaba junto a la roca Caristia. En la obra, la diosa Atenea ordena a Orestes que edifique allí un templo en honor de Artemisa y que en la fiesta que se celebre para conmemorar la salvación de Orestes se celebren unos rituales en los que se vierta sangre del cuello de un hombre.
Estrabón la sitúa frente a la isla de Eubea, en concreto frente al santuario de Apolo Marmarino, que estaba cerca de Marmario. Dice además que en Halas Arafenides estaba el templo de Artemisa Taurópola